# Елім (Пенсільванія)
Елім (англ. Elim) — переписна місцевість (CDP) в США, в окрузі Кембрія штату Пенсільванія. Населення — 3364 особи (2020).

## Географія
Елім розташований за координатами 40°17′50″ пн. ш. 78°56′43″ зх. д. / 40.29722° пн. ш. 78.94528° зх. д. (40.297203, -78.945380).  За даними Бюро перепису населення США в 2010 році переписна місцевість мала площу 5,24 км², з яких 5,16 км² — суходіл та 0,08 км² — водойми.

## Демографія
Згідно з переписом 2010 року, у переписній місцевості мешкало 3727 осіб у 1508 домогосподарствах у складі 962 родин. Густота населення становила 711 осіб/км².  Було 1603 помешкання (306/км²).
Расовий склад населення:
| - 95,7 % — білих - 1,5 % — азіатів - 1,2 % — чорних або афроамериканців - 0,2 % — корінних американців - 0,1 % — вихідців з тихоокеанських островів |

До двох чи більше рас належало 1,1 %. Частка іспаномовних становила 0,8 % від усіх жителів.
За віковим діапазоном населення розподілялося таким чином: 16,4 % — особи молодші 18 років, 58,2 % — особи у віці 18—64 років, 25,4 % — особи у віці 65 років та старші. Медіана віку мешканця становила 48,1 року. На 100 осіб жіночої статі у переписній місцевості припадало 91,7 чоловіків;  на 100 жінок у віці від 18 років та старших — 87,5 чоловіків також старших 18 років.
Середній дохід на одне домашнє господарство  становив 68 739 доларів США (медіана — 62 467), а середній дохід на одну сім'ю — 74 836 доларів (медіана — 64 024). Медіана доходів становила 56 563 долари для чоловіків та 47 256 доларів для жінок. За межею бідності перебувало 3,2 % осіб, у тому числі 5,1 % дітей у віці до 18 років та 1,7 % осіб у віці 65 років та старших.
Цивільне працевлаштоване населення становило 1699 осіб. Основні галузі зайнятості: освіта, охорона здоров'я та соціальна допомога — 29,0 %, мистецтво, розваги та відпочинок — 14,1 %, виробництво — 9,9 %, транспорт — 8,6 %.